# 熊澤恭平
熊澤 恭平（くまざわ きょうへい、1988年〈昭和63年〉5月22日 - ）は、日本の元バスケットボール選手。岐阜県出身。現役時代のポジションはシューティングガード。

## 来歴
共栄ミニでバスケットボールを始める。多治見市立陶都中学校、美濃加茂高等学校を卒業後、日本大学に進学。
卒業後、アイシン・エィ・ダブリュ アレイオンズ安城に入団。
2021年オフ引退。